# The Palace
The Palace è un film grottesco del 2023 diretto da Roman Polański. È ambientato nell'hotel svizzero dove lo stesso regista passò il 31 dicembre 1999 aspettando il nuovo millennio.

## Trama
31 dicembre 1999. Al Palace Hotel di Gstaad, in Svizzera, si sta preparando una delle feste di fine anno più importanti della storia; il direttore Hansueli ed i suoi dipendenti fanno di tutto per soddisfare i capricci dei loro ospiti, tutti esponenti dell'alta società. Tra essi c'è Bongo, un ex-pornodivo italiano la cui carriera si è da tempo arenata; il dottor Lima, famoso chirurgo plastico (le cui discutibili opere sono visibili sui volti di alcune ospiti), insieme alla moglie affetta dalla malattia di Alzheimer; la Marchesa de la Valle, anziana nobildonna che ama il suo cane più degli esseri umani; Arthur William Dallas III, ricco magnate ultranovantenne che festeggerà il suo primo anniversario di matrimonio con l'ingenua Magnolia, di settant'anni più giovane; infine il losco Bill Crush, che millanta ricchezza ma che sembra male in affare.
Mentre fervono i preparativi arriva in albergo un gruppo di ospiti russi guidati dall'ambiguo Anton, che chiede ad Hansueli di conservare alcune valigie dal contenuto misterioso nel caveau dell'hotel, da tempo in disuso: l'unica chiave viene data ad Anton. Poco dopo, i russi assistono alle dimissioni in diretta TV di Boris El'cin e al passaggio di consegne a Vladimir Putin.
Molte sono le caotiche disavventure che precedono la grande festa serale, alle quali Hansueli deve porre rimedio col suo invidiabile aplomb. Intanto Bill Crush cerca di approfittare del millennium bug per aumentare a dismisura le sue ormai scarse ricchezze, servendosi del serafico banchiere Caspar Tell: in cambio del suo aiuto, Crush gli offre una larga tangente che porterà l'impiegato, morigerato e represso, a diventare ricco e cambiare vita. Il suo piano, tuttavia, viene messo in discussione dall'arrivo improvviso di un uomo ceco che dice di essere un suo figlio segreto, insieme all'intera sua famiglia: Crush nega che l'uomo possa essere suo figlio e rifiuta di incontrarli, di conseguenza Hansueli è costretto a ospitarli in varie zone dell'albergo, al riparo da occhi indiscreti.
La Marchesa, intanto, ha un problema col suo cane, nelle cui deiezioni lei crede di vedere la conferma dei propri timori circa la fine del mondo; l'intervento del dottor Lima (che verrà in seguito richiesto anche da Bongo, che si rompe il naso mentre scia) rivela che il cagnolino, abituato a mangiare caviale, ha soltanto una banale parassitosi, della quale il chirurgo teme sia affetta anche la donna. La Marchesa si consolerà con i servigi di un avvenente idraulico.
Dallas e Magnolia festeggiano il loro anniversario con eccentriche celebrazioni che prevedono perfino la presenza di un pinguino in carne e ossa: la loro relazione, in realtà, è oggetto di pettegolezzo a causa della notevole differenza di età tra i due. Quando Dallas muore nel corso di un frenetico rapporto sessuale, Magnolia chiede l'aiuto di Hansueli: a causa di un cavillo legale, la ragazza potrà ereditare la sua ingente fortuna solo dopo mezzanotte, allo scadere di un anno effettivo di matrimonio. Il direttore cercherà quindi di postdatare di qualche ora la morte del magnate, con metodi piuttosto bizzarri.
Poco dopo l'inizio della festa arriva l'ambasciatore di Russia, che rivela ad Anton che con la mutata situazione politica del Paese il denaro nascosto nelle valigette deve sparire, e quindi può essere spartito tra tutti i russi presenti. Intanto Tell, invitato alla festa da Crush, ha dei ripensamenti che mettono in discussione il loro piano: quando il banchiere assume involontariamente della marijuana offertagli dalle ragazze russe al seguito di Anton, l'uomo lascia andare le sue inibizioni e inizia a spendere il denaro che ancora non ha in costosissimo champagne. Crush, trovato sul suo conto un debito di oltre 14.000 Dollari (12.450 CHF), si mette alla furiosa ricerca del suo complice, persosi tra gli altri ospiti, ma viene colto da infarto: viene soccorso da Hansueli e dal suo presunto figlio.
Al termine della festa l'ambasciatore russo e Anton si recano nel caveau per spartirsi il denaro, ma inavvertitamente Anton vi chiude l'altro dentro insieme all'unica chiave. Quando si reca da Hansueli per chiedergli aiuto, il direttore, esausto per essersi occupato dei problemi altrui per l'intera giornata, gli intima di sbrigarsela da sé. Il destino dell'ambasciatore, di Crush, di Magnolia e degli altri personaggi è lasciato in sospeso.

## Produzione
Polański ha scritto la sceneggiatura del film assieme al compatriota Jerzy Skolimowski, che aveva già co-sceneggiato il suo Il coltello nell'acqua (1962), e alla collaboratrice di quest'ultimo Ewa Piaskowska nel corso di sei settimane, durante una pausa nella lavorazione del loro EO (2022).
Il budget è stato di 17 milioni di euro. Luca Barbareschi ha investito personalmente 4 milioni nel progetto. All'inizio delle riprese, la rivista di settore Variety ha riportato che The Palace sarebbe stato il primo film di Polański a non ricevere finanziamenti dalla Francia, paese in cui il regista risiede dal 1978 a causa di una condanna per stupro negli Stati Uniti.
Il film è stato girato al Palace Hotel di Gstaad in 17 settimane.

## Promozione
La prima clip del film è stata diffusa online il 25 luglio 2023.

## Distribuzione
Il film è stato presentato in anteprima fuori concorso alla 80ª Mostra internazionale d'arte cinematografica di Venezia, per poi venire distribuito nelle sale cinematografiche italiane a partire dal 28 settembre 2023 da 01 Distribution.